# Mogens Andreassen
 Ikke at forveksle med politikeren Mogens Andreasen
Professor Dr. med. Mogens Kristian Andreassen (født 11. juli 1911 på Vejløgård i Vejlø, død 7. august 2002) var en dansk kirurg. Han blev student fra Herlufsholm 1929, overkirurg ved Rigshospitalet og professor i kirurgi ved Københavns Universitet 1963-81. Gift i 1961 med Læge Lis Andreassen født Elmholt (født 5 juni 1927- 9 juni 2013). Fik 2 børn Adam Elmholt (født 19 November 1961) og Johanne Edith Elmholt-Schjerbeck født Andreassen (født 27 April 1964) gift den 17 maj 1996 med Liselotte Elmholt-Schjerbeck.
Han var formand for Kræftens Bekæmpelse 1974-81 og formand for Rådet for Større Færdselssikkerhed. 
Mogens Andreassen skrev bl.a. "Chirurgia minor" og andre lærebøger, og udgav i 1987 sine erindinger i bogen "Blandt kirurger".